# Cirkeldelningspolynom
I matematik är cirkeldelningspolynomet eller det cyklotomiska polynomet för ett positivt heltal n det moniska minimalpolynomet över Q för en primitiv n:te enhetsrot. Polynomet kan beskrivas som
{\displaystyle \Phi _{n}(x)=\prod _{\omega }(x-\omega ),}
där ω löper över mängden av primitiva n:te enhetsrötter. Detta antal är precis {\displaystyle \phi (n)\,}, där {\displaystyle \phi \,} är Eulers φ-funktion. Därför har {\displaystyle \Phi _{n}} grad {\displaystyle \phi (n)\,}.
De 104 första cirkeldelningspolynomen har bara 1, -1 och 0 som koefficienter. Emellertid är sjundegradskoefficienten liksom fyrtioförstagradskoefficienten i {\displaystyle \Phi _{105}} -2.

## Exempel
{\displaystyle \Phi _{1}(x)=x-1}
{\displaystyle \Phi _{2}(x)=x+1}
{\displaystyle \Phi _{3}(x)=x^{2}+x+1}
{\displaystyle \Phi _{4}(x)=x^{2}+1}
{\displaystyle \Phi _{5}(x)=x^{4}+x^{3}+x^{2}+x+1}
{\displaystyle \Phi _{6}(x)=x^{2}-x+1}
{\displaystyle \Phi _{7}(x)=x^{6}+x^{5}+x^{4}+x^{3}+x^{2}+x+1}
{\displaystyle \Phi _{8}(x)=x^{4}+1}
{\displaystyle \Phi _{9}(x)=x^{6}+x^{3}+1}
{\displaystyle \Phi _{10}(x)=x^{4}-x^{3}+x^{2}-x+1}
{\displaystyle \Phi _{12}(x)=x^{4}-x^{2}+1}
{\displaystyle \Phi _{15}(x)=x^{8}-x^{7}+x^{5}-x^{4}+x^{3}-x+1}
{\displaystyle {\begin{aligned}\Phi _{105}(x)=&\quad x^{48}+x^{47}+x^{46}-x^{43}-x^{42}-2x^{41}-x^{40}-x^{39}+x^{36}+x^{35}+x^{34}\\&+x^{33}+x^{32}+x^{31}-x^{28}-x^{26}-x^{24}-x^{22}-x^{20}+x^{17}+x^{16}+x^{15}\\&+x^{14}+x^{13}+x^{12}-x^{9}-x^{8}-2x^{7}-x^{6}-x^{5}+x^{2}+x+1\end{aligned}}}

## Egenskaper
Om n är ett primtal är
{\displaystyle \Phi _{n}(x)=1+x+x^{2}+\cdots +x^{n-1}=\sum _{i=0}^{n-1}x^{i}.}
Om n är ett udda heltal större än 1 äe
{\displaystyle \Phi _{2n}(x)=\Phi _{n}(-x).}
Om n är ett jämnt heltal är
{\displaystyle \Phi _{2n}(x)=\Phi _{n}(x^{2}).}
Speciellt om n=2p med p ett udda primtal är
{\displaystyle \Phi _{n}(x)=1-x+x^{2}-\cdots +x^{p-1}=\sum _{i=0}^{p-1}(-x)^{i}.}
Om n=pm är en primtalspotens är
{\displaystyle \Phi _{n}(x)=\Phi _{p}(x^{p^{m-1}})=\sum _{i=0}^{p-1}x^{ip^{m-1}}.}

### Gauss formel
Låt n vara udda, kvadratfritt och större än 3. Då är
{\displaystyle 4\Phi _{n}(z)=A_{n}^{2}(z)-(-1)^{\frac {n-1}{2}}nz^{2}B_{n}^{2}(z)}
där både An(z) och Bn(z) har heltalskoefficenter, An(z) har gard φ(n)/2 och Bn(z) har grad φ(n)/2 − 2. Vidare är An(z) palindromisk då dess grad är jämn; om dess grad är udda är den antipalindromisk. Analogt är Bn(z) palindromisk förutom då n är sammansatt och ≡ 3 (mod 4), då den är antipalindromisk.
De första fallen är
{\displaystyle {\begin{aligned}4\Phi _{5}(z)&=4(z^{4}+z^{3}+z^{2}+z+1)\\&=(2z^{2}+z+2)^{2}-5z^{2}\end{aligned}}}
{\displaystyle {\begin{aligned}4\Phi _{7}(z)&=4(z^{6}+z^{5}+z^{4}+z^{3}+z^{2}+z+1)\\&=(2z^{3}+z^{2}-z-2)^{2}+7z^{2}(z+1)^{2}\end{aligned}}}
{\displaystyle {\begin{aligned}4\Phi _{11}(z)&=4(z^{10}+z^{9}+z^{8}+z^{7}+z^{6}+z^{5}+z^{4}+z^{3}+z^{2}+z+1)\\&=(2z^{5}+z^{4}-2z^{3}+2z^{2}-z-2)^{2}+11z^{2}(z^{3}+1)^{2}\end{aligned}}.}

## Användningar
Genom att använda {\displaystyle \Phi _{n}} kan man ge ett elementärt bevis av oändligheten av primtal kongruenta 1 modulo n, vilket är ett specialfall av Dirichlets sats om aritmetiska följder.